# Herbert Schade
Herbert Schade (Alemania, 26 de mayo de 1922-1 de marzo de 1994) fue un atleta alemán, especialista en la prueba de 5000 m en la que llegó a ser medallista de bronce olímpico en 1952.

## Carrera deportiva
En los JJ. OO. de Helsinki 1952 ganó la medalla de bronce en los 5000 metros, corriéndolos en un tiempo de 14:08.6 segundos, llegando a meta tras el checoslovaco Emil Zátopek (oro) y el francés Alain Mimoun (plata con 14:074 segundos).